# Recto og verso
Recto og verso bruges om for- og bagside af skriftmateriale som papyrus, pergament, papir eller pengesedler. Tilsvarende betegnelser inden for numismatikken er avers og revers.
Recto er kort for recto folio. 'det retvendte blad'. I middelalderhåndskrifter var det ikke siderne, med bladene der blev nummereret fortløbende, fx 5r for retsiden af blad nummer 5. Bagsiden ville da være 5v.
Fra begyndelsen blev betegnelsen brugt om indersiden af et sammenrullet papyrusark hvor man skrev teksten; i dag bruges det først og fremmest om højresiderne i en opslået bog, altså siderne med ulige tal.